# توم كونولي
توم كونولي (بالإنجليزية: Tom Connolly)‏ هو لاعب كرة قاعدة أمريكي، ولد في 30 ديسمبر 1892 في بوسطن في الولايات المتحدة، وتوفي بنفس المكان في 14 مايو 1966.

## وصلات خارجية
- توم كونولي على موقعبيزبول رفرنس.كوم (الدوري الرئيسي) (الإنجليزية)
- توم كونولي على موقعبيزبول رفرنس.كوم (الدوري الثانوي) (الإنجليزية)